# La mujer de mi hermano
La mujer de mi hermano é um filme estadunidense de 2005, do gênero drama, dirigido por Ricardo de Montreuil, com roteiro baseado em novela de Jaime Bayly e estrelado por Bárbara Mori, Christian Meier e Manolo Cardona.

## Sinopse
Após dez anos de casamento, Zoe sente-se entediada com a vida monótona e sem surpresas, deixando-se seduzir pelo cunhado. Essa situação desencadeia uma série de eventos que levarão os personagens a um arriscado jogo de vinganças secretas e paixões.

## Elenco
- Bárbara Mori .... Zoe
- Christian Meier .... Ignacio
- Manolo Cardona .... Gonzalo
- Gaby Espino .... Laura
- Beto Cuevas .... Padre Santiago
- Bruno Bichir .... Boris
- Angélica Aragón .... Cristina

## Recepção
No consenso do agregador de críticas Rotten Tomatoes diz: "Nada melhor do que uma "telenovela" com classificação +18, com o triângulo amoroso necessário envolvendo jogadores extraordinariamente atraentes e enredos banais." Na pontuação onde a equipe do site categoriza as opiniões da grande mídia e da mídia independente apenas como positivas ou negativas, o filme tem um índice de aprovação de 20% calculado com base em 40 comentários dos críticos. Por comparação, com as mesmas opiniões sendo calculadas usando uma média aritmética ponderada, a nota alcançada é 4,3/10.
Em outro agregador, o Metacritic, que calcula as notas das opiniões usando somente uma média aritmética ponderada de determinados veículos de comunicação em maior parte da grande mídia, tem uma pontuação de 41/100, alcançada com base em 20 avaliações da imprensa anexadas no site, com a indicação de "revisões mistas ou neutras".